# Benamariel

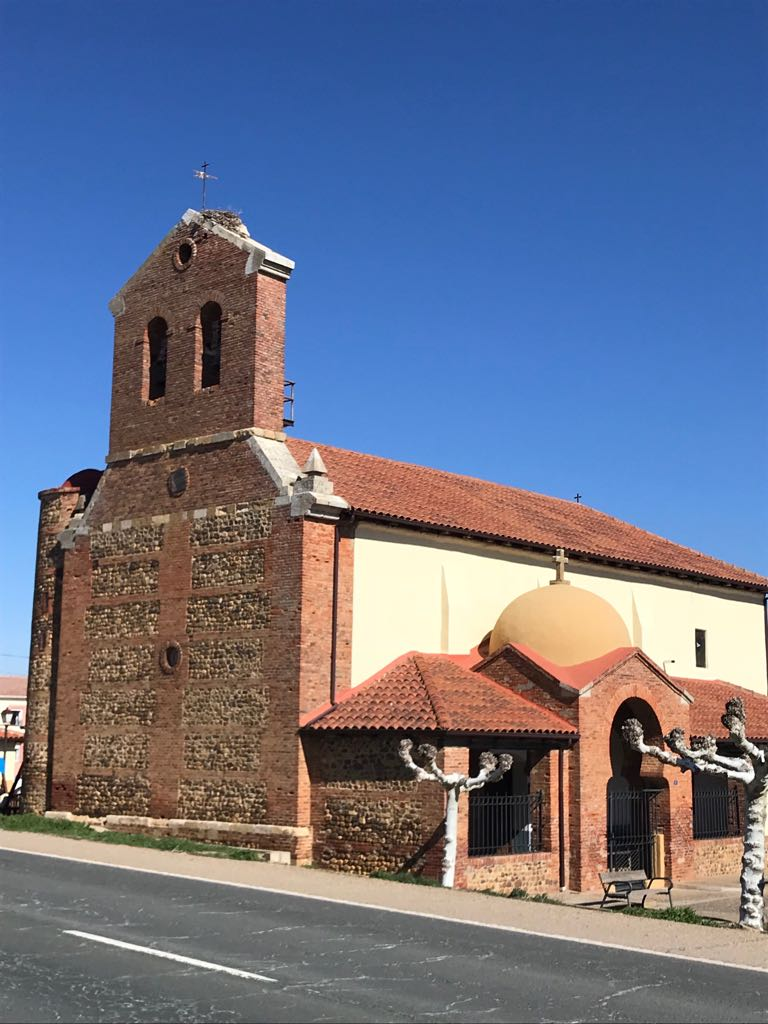
Iglesia de Benamariel

Benamariel es una localidad de España, perteneciente al municipio de Villamañán, en la provincia de León, comunidad autónoma de Castilla y León. Está situada en la Vega del Esla con una población de 98 habitantes según el INE.
Está situado en la N-630 entre Villamañán y Villalobar.
En Benamariel comienza el canal del Esla que sirve de regadío a toda la margen derecha del río hasta su finalización cerca de Benavente en la Provincia de Zamora

## Demografía
Tiene 98 habitantes, 54 varones y 44 mujeres censados en el municipio.